# Anarchy in the U.K.
"Anarchy in the U.K." é o primeiro single da banda inglesa de punk rock Sex Pistols, lançado pela gravadora EMI em 26 de novembro de 1976  sob o número de catálogo EMI 2566. A música foi incluída no álbum de estreia, Never Mind the Bollocks, Here's the Sex Pistols, lançado em outubro de 1977. "Anarchy in the U.K." ficou na posição 56 na Lista das 500 melhores canções de todos os tempos da Revista Rolling Stone e foi incluída na lista 500 Canções que Moldaram o Rock and Roll do Hall da Fama do Rock and Roll.

## História e legado

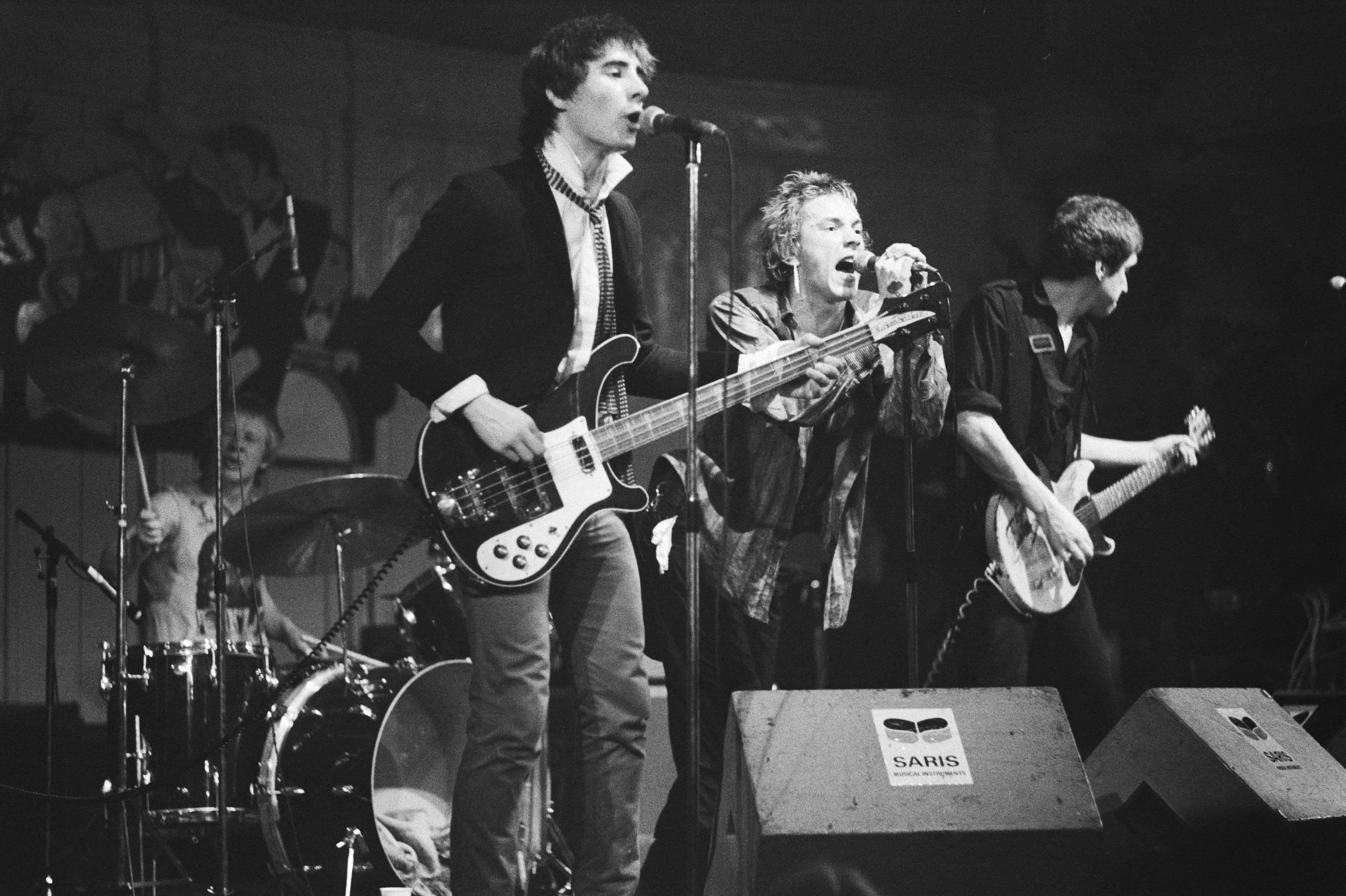
Sex Pistols perform in Paradiso, Amsterdam.

Pouco tempo após o lançamento do single "New Rose", pelos Damned, a EMI publica "Anarchy in the U.K." na Inglaterra. Havia um plano, abandonado, para trazer Syd Barrett como produtor; então Chris Thomas foi contratado para supervisionar a gravação. Johnny Rotten e Thomas não se amigaram, com o cantor se queixando que, enquanto havia 21 overdubs de guitarra, a ele só fora permitido um.
A página oficial informa que a estreia dos Sex Pistols, em single 7", ocorreu em novembro de 1976. Apesar de ser proibida nas rádios e de obter críticas negativas, a música "Anarchy in the U.K." alcançou relativa projeção nas paradas do Reino Unido; obtendo a posição #38 no UK Singles Chart e #27 no chart NME, com uma média de vendas entre 1.500 e 2.000 singles por dia. Mas a associação do grupo com a EMI não durou muito tempo.
EMI decidiu retirar o single de circulação com a perseguição da mídia, ocorrida após entrevista polêmica da banda com o apresentador Bill Grundy no programa de TV Today show. Em janeiro de 1977 a gravadora dispensou os Sex Pistols, pagando-lhes o contrato de £40.000 obtidos com o rompimento. Amplamente considerado como o hino do punk definitivo, "Anarchy in the U.K." teve grande impacto cultural em seu lançamento e propiciou aos Sex Pistols um público mais amplo.
No ano de 2007, os integrantes vivos da banda - exceto Glen Matlock - regravaram "Anarchy in the U.K.", junto com "Pretty Vacant", para o jogo eletrônico Guitar Hero III: Legends of Rock. Após serem abordados para a inclusão no jogo, descobriram que os masters originais de ambas as músicas tinham sido extraviados. A Activision, em seguida, os convidou para voltar a gravá-los. Em junho de 2007, John Lydon, Steve Jones e Paul Cook, junto com o produtor Chris Thomas, entraram nos estúdios Boat, em Los Angeles, para gravar novas versões de estúdio, ao vivo, das faixas. Para ajudar a manter o som clássico das gravações originais eles utilizaram uma mesa de som analógica, construída por George Martin no Air Studios, em Londres. Os masters originais foram encontrados depois, integrando a edição de 35 anos de Never Mind the Bollocks, Here's the Sex Pistols.

## Single
O single foi lançado apenas em edição 7" e publicado com uma capa preta lisa, antes de ser relançado com capa padrão da EMI, após cópias iniciais estarem com Chris Thomas erroneamente creditado na produção do lado B, ao invés de Dave Goodman (apenas nas primeiras 5.000 cópias). O lado B, "I Wanna Be Me", não fez parte da estreia da banda, Never Mind the Bollocks, Here's the Sex Pistols. Outros países a receber o single, ainda em 1976, foram Bélgica, Alemanha, Países Baixos, Austrália, Nova Zelândia e, em 1977, França.
A Virgin Records relançou "Anarchy in the U.K.", em vários formatos, entre 1983 e 1992. O single 7" foi relançado no padrão de sua edição original, fazendo parte da série de reedições limitadas, em vinil, lançadas em 2007 (em 1º de outubro).
Em 21 de abril de 2012, uma edição limitada em 3.500 picture discs, contendo ambos os lados do single de 1976, foi prensada para o Record Store Day.

## Versão do Megadeth
A canção foi regravada pela banda americana de thrash metal Megadeth; lançada em 19 de janeiro de 1988 no álbum So Far, So Good... So What!, mas também lançada em single de 7" e 12".